# Thomas Stafford Williams
Thomas Stafford Williams   (Wellington, 20 de març de 1930 - Waikanae, 22 de desembre de 2023) va ser un cardenal neozelandès de l'Església catòlica i, abans del seu retir al 2005, va ser el cinquè arquebisbe de Wellington.

## Biografia
Williams va néixer a Wellington i estudià a l'escola primària de la Santa Creu de Seatoun, SS Peter and Paul School, Lower Hutt. Va obtenir el títol de batxiller en Comerç a la Universitat Victòria de Wellington, treballant diversos anys com a comptable. Durant el seu temps estudiantil s'involucrà al moviment de joventut catòlica (Catholic Youth Movement – YCW) i durant un període treballà a jornada completa al moviment. Al 1954 inicià els seus estudis al presbiterat al Seminari Nacional al Holy Cross College, Mosgiel, a Dunedin.
Al 1956 va ser enviat a la Universitat Pontifícia Urbana de Roma, on va obtenir una llicenciatura en teologia, essent ordenat prevere el 20 de desembre de 1959. Posteriorment va obtenir un títol en Ciències Socials a la University College Dublin.
En tornar a Wellington, serví com a vicari i com a director d'estudis al Centre Catòlic de Recerca. Deixà aquest càrrec quan s'oferí voluntari per servir com a missioner a Samoa, on va fer de rector de parròquia durant cinc anys. Tornà a Nova Zelanda al 1963 i esdevingué rector de la parròquia de St. Patrick a Palmerston North durant dos anys. Els quatre anys posteriors va tornar a dirigir el Centre Catòlic de Recerca a Wellington. Al 1971 es traslladà a Leulumoega, a Samoa, i tornà a Nova Zelanda al 1976 a la parròquia de la Sagrada Família de Porirua Oriental.
Esdevingué arquebisbe de Wellington el 20 de desembre de 1979 (en el seu 20è aniversari de la seva ordenació sacerdotal), després de la mort de Reginald Cardinal Delargey. El seu principal consagrador va ser Owen Snedden, durant molt temps bisbe auxiliar de Wellington.
Presidí la Conferència Episcopal Neozelandesa entre 1980 i 1988, i posteriorment entre 1992 i el 1999. A més, l'1 de juny de 1995 va ser nomenat ordinari militar, càrrec que ocupà fins l'1 d'abril de 2005 (el dia abans de la mort de Joan Pau II).
Williams va ser creat cardenal pel Papa Joan Pau II al consistori celebrat el 2 de febrer de 1983, rebent el títol de cardenal prevere pel Cardenal prevere de Gesù Divin Maestro alla Pineta Sacchetti.
Williams va ser un dels cardenals electors que participaren en el Conclave de 2005, on s'escollí el Papa Benet XVI. Dimití com a arquebisbe de Wellington el 21 de març de 2005 en assolir els 75 anys, essent succeït pel seu arquebisbe coadjutor, John Atcherley Dew.
Va fer una important campanya contra el tràmit de la llei permetent les unions civils a Nova Zelanda, dient que convertiria Nova Zelanda en un «desert moral». També va fer campanya contra l'expansió dels casinos.